# Mikoláš Chadima
Mikoláš Chadima (* 9. září 1952 Cheb) je český zpěvák, saxofonista a multiinstrumentalista. Od roku 1975 byl členem skupiny Elektrobus, která byla inspirována Frankem Zappou. V roce 1976 se stal členem skupiny Extempore. Od osmdesátých let hraje se skupinou MCH Band. Hostoval též se skupinami Zikkurat, Mňága a Žďorp, Umělá hmota, Praprecedens a dalšími. Zhudebnil také hodně textů od Ivana Wernische. Jedna z jeho skladeb je také zachycena v první části magazínu RēR Quarterly s názvem Rē Records Quarterly Vol.1 No.1.
V březnu 2017 se rozhodl kandidovat do Rady Českého rozhlasu, avšak v samotné volbě v červnu 2017 neuspěl.

## Diskografie
- MCH‘s RECORDINGS 1976–1996

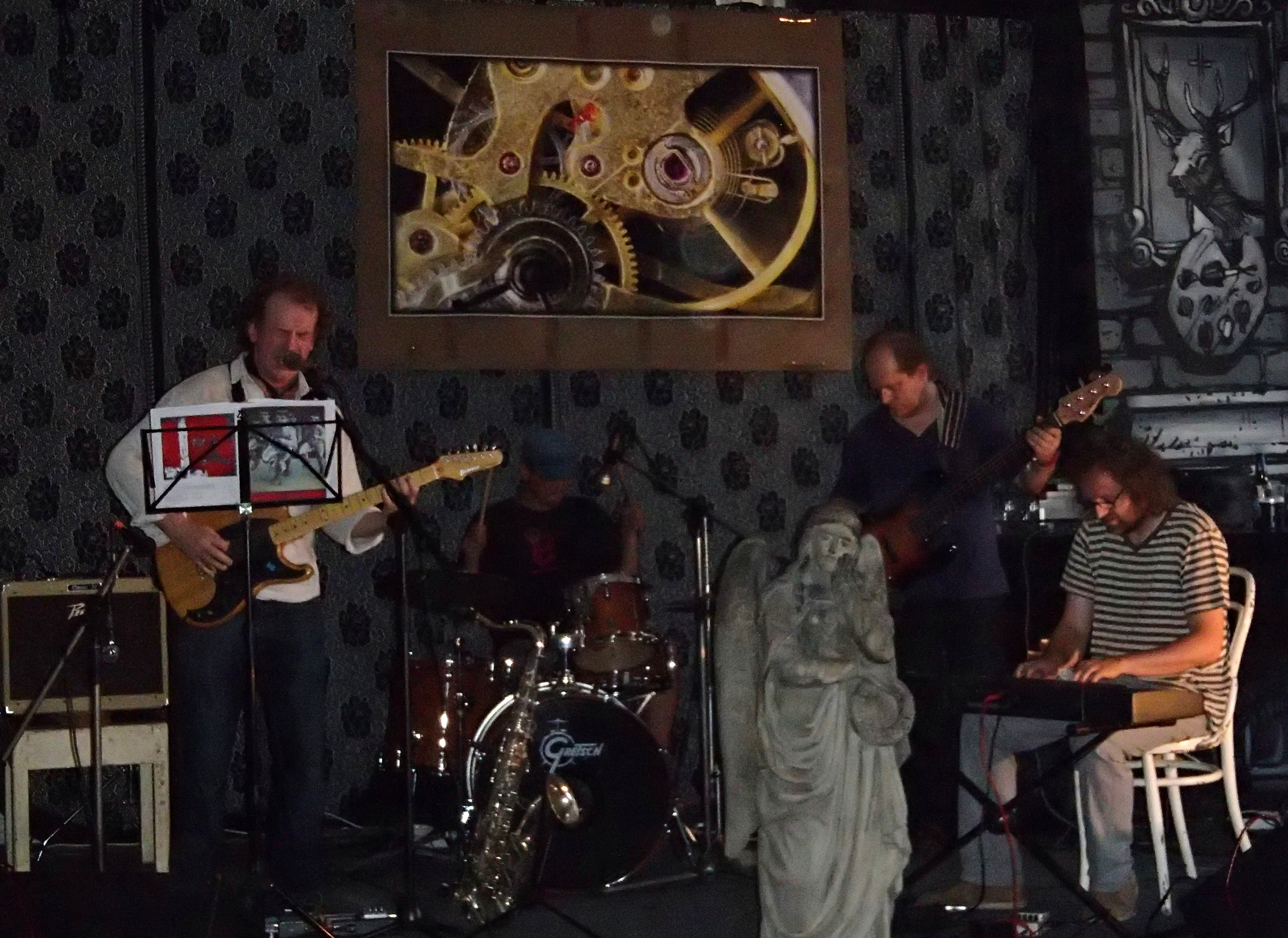
MCh band na tvrzi 2013

- ELEKTROBUS „Nedefinitivní“ ~ rec.1976 * (Fist Records 1980 – MC 60)
- The Rock & Jokes EXTEMPORE Band „Milá 4 viselců“ ~ rec.1977 * (Fist Records 1979 – MC 60)
- The Rock & Jokes EXTEMPORE Band „Ebonitový samotář“ ~ rec.1978 * (Fist Records 1982 – MC 90)
- The Rock & Jokes EXTEMPORE Band „Dům č.p.112/34“ ~ rec.1978 * (Fist Records 1982 – MC 30)
- The New Rock & Jokes EXTEMPORE Band „Zabíjačka“ ~ rec.1979 * (Fist Records 1980 – MC 90)
- The EXTEMPORE Band „Velkoměsto I. /The City I.“ ~ rec.1979 * (Fist Records 1980 – MC 60)
- The EXTEMPORE Band „Velkoměsto II. /The City II.“ ~ rec.1980–81 * (Fist Records 1982 – MC 60)
- KILHETS „Koncert č.2 & 7“ ~ rec.1979–80 * (Fist Records 1983 – MC 90)
- KILHETS „Koncert č.3 & 5“ ~ rec.1979 * (Fist Records 1983 – MC 60)
- KILHETS „Koncert č.4 – elektrický“ ~ rec.1979 * (Fist Records 1983 – MC 90)
- KILHETS „Koncert č.6 – tancovačka v hotelu Tichý“ ~ rec.1979 * (Fist Records 1983 – MC 90)
- MCH BAND „Krokodlak“ ~ rec.1982 * (Fist Records 1982 – MC 45)
- MCH BAND „Jsme zdrávi a daří se nám dobře“ ~ rec.1983 * (Fist Records 1983 – MC 45)
- MCH BAND „198Four Well ?!“ ~ rec.1984-85 * (Fist Records 1985 – MC 90)
- MCH BAND „Gorleben“ ~ rec.1986 * (Fist Records 1986 – MC 45)
- MCH BAND „MCH Band‘s Feelinhg Fine In 1980rwell“ ~ rec.1983-84 * (Fist Records 1987 – MC 90)
- MCH BAND „Es reut mich f...“ ~ rec.1988 * (Fist Records 1989 – MC 90)
- MCH‘S RECORDINGS ON VYNIL
- „The Czech“ ~ LP, Compilation * (Old Europa Café/Italy – CE OO1A, 1984)
- „Re Re Qarterly Vol.1, No.1“ ~ LP, Int.Compilation * (Recommended Records/GB – Re Re 0101, 1985)
- „Solo una canzone d‘Amore“ ~ LP, Int.Compilation * (Old Europa Café/Italy – RLOE A47, 1987)

Po roce 1989
- MCH BAND „Es reut mich f…“ * (Globus International/CZ, 2LP 210001-2/1312, 1990 * CD 210002-2-23122312,1991)
- MIKOLÁŠ CHADIMA & THE EXTEMPORE BAND „The City“ * (Globus International/CZ, 2LP 210068-9/1312,1991)
- MCH BAND „MCH Band 1982 – 1986“ * (Tom K/CZ, 2CD TK0003-2312, 1992)
- THE ROCK & JOKES EXTENMPORE BAND „Milá 4. viselců“ * (Black Point-Archiv/CZ, CD BP0091-2, MC BP0091-4,1996)
- THE NEW ROCK & JOKES EXTEMPORE BAND „Zabíjačka“ * (Black Poit-Archiv/CZ, CD BP0020-2, MC 0020-4, 1999)
- ELEKTROBUS “Nedefinitivní” *(Black Point-Archiv/CZ, CD BP-0031-2, 2001)
- MIKMOLÁŠ CHADIMA &THE EXTEMPORE BAND “The City” *(Black Point-Archiv/CZ, 2CD BP0123-2, 2001)
- MCH BAND „ Gib Acht !!!“ * (Monitor Records Ltd~EMI/CZ, CD 010127-2331, MC 010127-4331, 1993)
- M.CHADIMA+A.CHARVÁT+P.BINDER „Pseudemokritos“ * (Black Point/CZ , CD BP0008-2, MC BP0098-4,1996)
- CHADIMA & FAJT „Transparent People“ * (Black Point/CZ , CD BP0106-2, MC BP0106-4,1998)
- MCH BAND „Karneval“ * (Black Point/CZ, CD BP0084-2, MC BP0084-4, 1999)
- KILHETS/HOLAN “Noc s Hamletem 1978” (Petr Křečan/CZ, CD limited Edition, 2001)
- MCH BAND “J.Fuchs&M.Chadima-Tagesnotizen” *(Black Point/CZ, CD BP0135-2, 2002)
- MCH BAND “Live – 20 years” *(Black Point/CZ, 2CD BP-0142, 2003)
- CHADIMA & RICHTER “In New Work” (Black Point/CZ,CD 0152-2, 2004)
- MCH BAND “1982-1989 25.th Annivercary Edition” (Black Point/CZ, 6CD BP-0180-2, 2007)
- MCH BAND “Nech světlo dohořet, Kateřino” (Black Point/CZ, CD BP0181-2, 2007)
- MIKOLAS CHADIMA, JULO FUJAK "Xafoo" (Hevhetia/SK, CD EH0038-2-331, 2009)
- DEKADENTFABRIK "Fetish Now" (Black Point/CZ, CD BP0199-2
- MCH TRIO "100 minimalistických básní" (Guerilla Records/CZ, CD GR095-2, 2012)

Jako host
- J.J.Neduha & Extempore Band „Šel jsem včera domů, přišel jsem až dneska“ * (Supraphon, LP 11 1386-1 311, 1991)
- Mňága a Žďorp „Furt rovně“ * (BMG International Czechoslovakia, CD BQ0001-2311, 1992)
- Mňága a Žďorp „Radost až na kost“ * (Monitor Records Ltd., CD 010170-2331, 1993)
- Umělá hmota „My dva a kněz“ * (Újezd , CD JJ0004-2331, 1993)
- Pepa Pilař „King Of Classic Rock‘n‘Roll Band *(Polygram s.r.o , 533 375-2, 1996)
- Zikkurat “Zikkurat 1979-1980” *(Black Point Music/CZ, CD 0102-2, p 1997)
- Z veselého světa „Smíchov“ *(Z veselého světa, 2000)
- Törr “Tanec svatýho Víta” (Popron Music/CZ, CD 54453-2,2000)
- Salute Zappa (Black Point Music/CZ , CD sampler 4781537-2, 2003)
- Umělá hmota “Starej Gauner” * (Gorilla Records/CZ, CD GR 042-2, 2007)
- Vladimír 518 "Idiot" (Bigboss-Vladimir518/CZ, CD 0028)

## Ocenění
V roce 2012 mu byla udělena Cena Václava Bendy.